# Clement Smyth

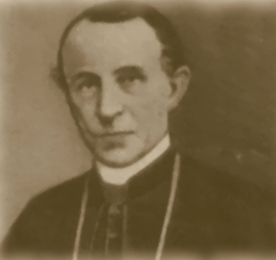
Bischof Clement Smyth OCR

Timothy Clement Smyth OCR (* 24. Januar 1810 in Finlea, County Clare, Irland; † 23. September 1865 in Dubuque, Iowa, Vereinigte Staaten) war ein irischer römisch-katholischer Ordensgeistlicher in den Vereinigten Staaten und von 1858 bis 1865 der zweite Bischof von Dubuque.

## Leben
Smyth trat 1839 in die Ordensgemeinschaft der Zisterzienser der strengeren Observanz ein. Die Priesterweihe empfing er am 29. Mai 1841 durch den Bischof von Waterford und Lismore, Nicholas Foran.
Im Zuge der Großen Hungersnot in Irland in den 1840er Jahren wanderte Smyth mit anderen Mönchen in die Vereinigten Staaten aus, wo er sich schließlich in der Gegend um Dubuque niederließ. Er gründete auf Anregung von Bischof Mathias Loras das Trappistenkloster New Melleray sowie eine Schule.
Am 9. Januar 1857 wurde er zum Koadjutorbischof des Bistums Dubuque und Titularbischof von Tanasia ernannt. Die Bischofsweihe spendete ihm am 3. Mai desselben Jahres der Erzbischof von Saint Louis, Peter Richard Kenrick; Mitkonsekratoren waren John Martin Henni, Bischof von Milwaukee, und Anthony O’Regan, Bischof von Chicago. Am 19. Februar 1858 folgte er Mathias Loras als Bischof von Dubuque nach. Er hatte das Amt bis zu seinem Tod am 23. September 1865 inne.